# Kaple svatého Antonína Paduánského (Dobrošov)
Kaple svatého Antonína Paduánského je římskokatolická kaple na Dobrošově, místní části Náchoda.

## Historie
Kaple svatého Antonína Paduánského byla vybudována v roce 1933 na návrh místních občanů. Pozemek pro stavbu daroval pan Václav Hurdálek z č.p. 30, podle usnesení občanů každá rodina darovala 500 korun, dřevo darovali místní majitelé lesů a majitelé koní zapůjčili zdarma povozy na svoz materiálu. Kaple byla vysvěcena v roce 1935 náchodským děkanem P. Ladislavem Dragounem.

## Okolí
Na západ od kaple stojí socha sv. Jana Nepomuckého.

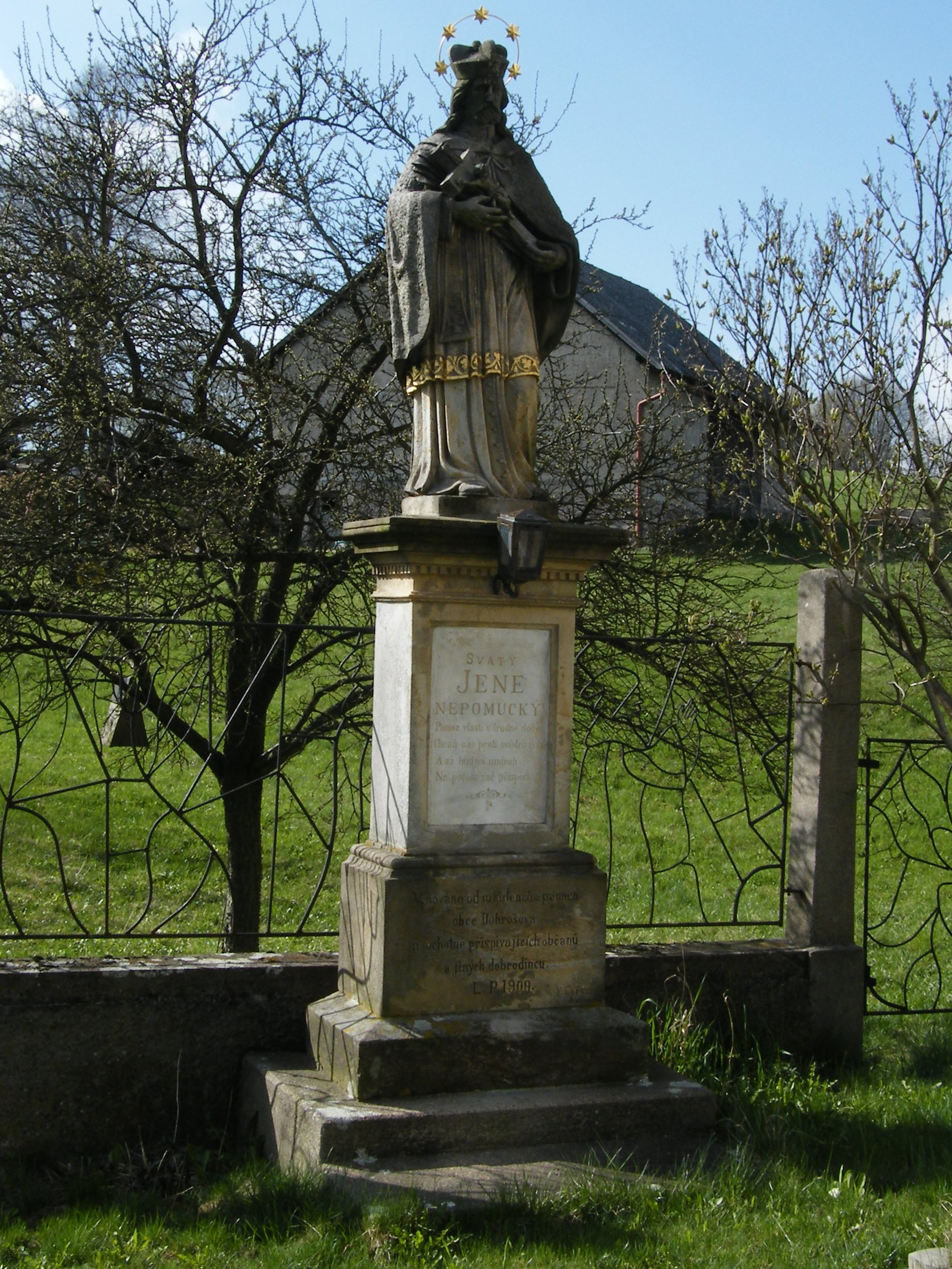